# Neoscytalidium novaehollandiae
Neoscytalidium novaehollandiae är en svampart som beskrevs av Pavlic, T.I. Burgess, M.J. Wingf. 2008. Neoscytalidium novaehollandiae ingår i släktet Neoscytalidium och familjen Botryosphaeriaceae.   Inga underarter finns listade i Catalogue of Life.